# Fryderyki 1995
Fryderyki 1995 – 2. edycja polskich nagród muzycznych Fryderyków, przyznawanych przez Związek Producentów Audio-Video, honorująca dokonania przemysłu muzycznego w roku 1995. Ceremonia wręczenia nagród odbyła się 19 marca 1996 w Sali Kongresowej w Warszawie. Galę poprowadzili piosenkarka Kora i dziennikarz muzyczny Marek Niedźwiecki, a jej emisja na żywo odbyła się w TVP1.
Nagrody zostały przyznane w 21 kategoriach (16 w sekcji muzyki rozrywkowej, 1 w sekcji muzyki jazzowej i 4 w sekcji muzyki poważnej). Najwięcej nominacji (7) otrzymała Edyta Bartosiewicz. Najwięcej nagród (3) zdobył Robert Janson. Po 2 nagrody wygrali Edyta Górniak, Grzegorz Turnau, Janusz Olejniczak, Liroy i Varius Manx.

## Laureaci i nominowani

### Sekcja muzyki rozrywkowej
| Piosenka roku | Fonograficzny debiut roku |
| --- | --- |
| - „A to, co mam…” – Kasia Kowalska - „Dotyk” – Edyta Górniak - „Dziewczyna Szamana” – Justyna Steczkowska - „Lato” – Formacja Nieżywych Schabuff - „O sobie samym” – Robert Gawliński - „Szał” – Edyta Bartosiewicz | - Edyta Górniak – Dotyk - Blenders – Kaszëbë - Kobong – Kobong - Myslovitz – Myslovitz - O.N.A. – Modlishka                                                                     |
| Wokalista roku | Wokalistka roku |
| - Grzegorz Turnau - Liroy - Robert Gawliński - Stanisław Sojka - Tomasz Lipnicki | - Kayah - Anita Lipnicka - Edyta Bartosiewicz - Edyta Górniak - Kasia Kowalska                                                                                                  |
| Zespół roku | Producent / realizator roku |
| - Varius Manx - Hey - Maanam - O.N.A. - Voo Voo | - Leszek Kamiński - Adam Toczko - Rafał Paczkowski - Wojciech Przybylski - Wojciech Waglewski                                                                                   |
| Kompozytor roku | Autor roku |
| - Robert Janson - Edyta Bartosiewicz - Grzegorz Turnau - Robert Gawliński - Wojciech Waglewski | - Kazik Staszewski - Anita Lipnicka - Edyta Bartosiewicz - Katarzyna Nosowska - Robert Gawliński                                                                                |
| Album roku – rock | Album roku – pop |
| - Szok’n’Show – Edyta Bartosiewicz - ? – Hey - Modlishka – O.N.A. - Rapatapa-to-ja – Voo Voo - Solo – Robert Gawliński                                                                                              | - Elf – Varius Manx - Dotyk – Edyta Górniak - Kamień – Kayah - Koncert inaczej – Kasia Kowalska - Solo – Robert Gawliński                                                       |
| Album roku – muzyka taneczna (disco polo, dance, techno, hip hop, jungle acid, rave) | Album roku – muzyka alternatywna (rap, metal, trash, underground, awangarda, punk)                                                                                              |
| - Alboom – Liroy - Werk – Hedone - Wielki błękit – Kasia Lesing - Wirtualny kozioł – Marcel - Yokashin – Yokashin                                                                                                   | - Alboom – Liroy - Generation X – Houk - Illusion 3 – Illusion - Kobong – Kobong - The Best Off… – Albert Rosenfield                                                            |
| Album roku – piosenka poetycka (kraina łagodności, piosenka aktorska i turystyczna) | Album roku – muzyka tradycji i źródeł (blues, folk, country, reggae) |
| - To tu, to tam – Grzegorz Turnau - Atlantyda – Elżbieta Adamiak - Czas bez skarg – Antonina Krzysztoń - Powietrze – Robert Janowski - Sonety Shakespeare – Stanisław Sojka                                         | - Luksus – Szwagierkolaska - Dziewczynka z pozytywką Edwarda – Martyna Jakubowicz - Rapatapa-to-ja – Voo Voo - Śpiewki i nuty – Trebunie-Tutki - Złota Maryla – Maryla Rodowicz |
| Wideoklip roku | Najlepszy zagraniczny album roku |
| - „Dotyk” – Edyta Górniak - „Dziewczyna Szamana” – Justyna Steczkowska - „Jestem kobietą” – Edyta Górniak - „Szał” – Edyta Bartosiewicz - „Zegar” – Edyta Bartosiewicz                                              | - Made in Heaven – Queen - King for a Day… Fool for a Lifetime – Faith No More - Medusa – Annie Lennox - One Hot Minute – Red Hot Chili Peppers - Post – Björk                  |

### Sekcja muzyki jazzowej
| Album roku – jazz |
| --- |
| - Zbigniew Namysłowski Quartet & Zakopane Highlanders Band – Zbigniew Namysłowski Quartet i Zakopane Highlanders Band - 4 Ever 2 You – Loud Jazz Band - F/X – Walk Away - Kakaruka – Henryk Miśkiewicz - Lonely Town – Piotr Wojtasik |

### Sekcja muzyki poważnej
| Album roku – muzyka solistyczna | Album roku – muzyka kameralna |
| --- | --- |
| - Fryderyk Chopin – Janusz Olejniczak - Fryderyk Chopin – 24 Preludia op.28 – Kevin Kenner - Fryderyk Chopin. Z wielkiej tradycji pianistyki polskiej. Dzieła wszystkie - Karol Szymanowski. Masques. Three Poems For Piano, op.34, Twenty Mazurkas, op.50 – Joanna Domańska - Wolfgang Amadeus Mozart – Fu Cong                                                                        | - Kwartety smyczkowe – Henryk Mikołaj Górecki - Baroque Music in Poland – Concerto Polacco pod kierunkiem Marka Toporowskiego - Franz Schubert, Śmierć i dziewczyna – Kwartet Camerata - Mikołaj z Radomia – dzieła wszystkie – Jacek Urbaniak i Ars Nova - Muzyka na Wawelu – Ars Nova |
| Album roku – muzyka symfoniczna | Kompozytor roku |
| - Fryderyk Chopin Piano Concertos 1 & 2 – Janusz Olejniczak, Sinfonia Varsovia i Grzegorz Nowak - Antonio Vivaldi – Cztery pory roku – Jadwiga Kotnowska - Harfy Papuszy – Jan Kanty Pawluśkiewicz - Ludwig van Beethoven – IX Symfonia – Orkiestra Symfoniczna Filharmonii Narodowej i Chór Filharmonii Narodowej pod dyrekcją Kazimierza Korda - Ostatni koncert – Witold Lutosławski | - Zbigniew Preisner - Jan Kanty Pawluśkiewicz - Henryk Mikołaj Górecki - Krzysztof Penderecki - Paweł Szymański |

## Statystyki
| Liczba | Osoba/zespół                                                  |
| ------ | ------------------------------------------------------------- |
| 3      | Robert Janson                                                 |
| 2      | Edyta GórniakGrzegorz TurnauJanusz OlejniczakLiroyVarius Manx |

| Liczba | Osoba/zespół                                                                                    |
| ------ | ----------------------------------------------------------------------------------------------- |
| 7      | Edyta Bartosiewicz                                                                              |
| 6      | Edyta GórniakRobert Gawliński                                                                   |
| 5      | Wojciech Waglewski                                                                              |
| 4      | Anita Lipnicka                                                                                  |
| 3      | Grzegorz TurnauJacek ChrzanowskiKasia KowalskaKatarzyna NosowskaLiroyO.N.A.Robert JansonVoo Voo |